# 二溴氧化硒
二溴氧化硒 (SeOBr2) 是一种硒的溴氧化物。

## 制备
二溴氧化硒可以由二氧化硒 和四溴化硒反应而成。 硒和二氧化硒会和溴 反应，形成一溴化硒和四溴化硒。 二氧化硒和四溴化硒的反应会产生二溴氧化硒。
2 Se + Br2 → Se2Br2
Se2Br2 + 3 Br2 → SeBr4
SeBr4 + SeO2 → 2 SeOBr2

## 性质
二溴氧化硒，是一种红棕色固体具有低熔点 (41.6 °C) ，化学性质类似二氯氧化硒。 它在 220 °C 下沸腾并分解，使得分馏不是一种分离二溴氧化硒的好方法。 它的 电导率（液态，稍高于熔点）是 6×10−5 S/m。 SeOBr2 会水解 ，形成H2SeO3 和 HBr。
SeOBr2 的反应性很高，大部分反应都在液态下进行。 它会分解成 Se2Br2。 铁、铜、金、铂和锌都会被 SeOBr2反应。